# Dassel
Dassel er en by i Landkreis Northeim i den sydlige del af den tyske delstat Niedersachsen. Den ligger ca. 45 km nordvest for Göttingen. Dassel har næsten 11.000 indbyggere.

## Venskabsbyer
Dassel har følgende venskabsbyer:
- Egedal Kommune

## Kendte personer fra Dassel
Rainald von Dassel var ærkebiskop i Köln fra 1159 – 1167.